# إسحاق بيرد (مبشر)
كان إسحاق بيرد (1793–1876) من أوائل المبشرين البروتستانت في سوريا.  اشتهر بنشر كتاب عن الكتاب المقدس عام 1876 بعنوان «في أراضي الكتاب المقدس: أو أحداث في تاريخ الإرسالية السورية». 
قام بعدد من الرحلات في جميع أنحاء سوريا وفلسطين، خاصة في عشرينيات وثلاثينيات القرن التاسع عشر.
كان لديه مدرسة في عام 1825 تضم 85 تلميذًا سوريًا. في عام 1833، كتب رسائله «الثلاثة عشر» ردًا على أسقف بيروت الماروني، وطبعت باللغة العربية في المطبعة الأمريكية التي تم نقلها إلى بيروت في نيسان من ذلك العام.
غادر سوريا عام 1836، وتوفي بعد أربعين عامًا في هارتفورد، كونيتيكت.

## مؤلفات
- Kidd، T.S. (2018). American Christians and Islam: Evangelical Culture and Muslims from the Colonial Period to the Age of Terrorism. Princeton University Press. ISBN:978-0-691-18619-1. مؤرشف من الأصل في 2023-10-23. اطلع عليه بتاريخ 2022-04-02.

## روابط خارجية
- الرواد السبعة في مهمة سوريا - إسحاق بيرد، المؤرخ؛ صفحة 5 من 9: إسحاق بيرد، المؤرخ (باللغة الإنجليزية)